# Léon Quaglia
Léonhard „Léon” Giotti Quaglia (Franciaország, Haute-Savoie, Cluses, 1896. január 4. – Chamonix-Mont-Blanc,  1961. március 5.) Európa-bajnok francia jégkorongozó, 16-szoros francia bajnok gyorskorcsolyázó, olimpikon.
Először az olimpián az 1920-as nyárin vett részt a francia jégkorongcsapatban. A torna rendezésének mai szemmel több furcsasága is volt. A franciák egyből az elődöntőbe kerültek, ahol kikaptak a svédektől 4–0-ra, így nekik egy mérkőzés után véget is írt az olimpia. Helyezés nélkül a belgákkal együtt utolsóként zárták a tornát.
Az 1924. évi téli olimpiai játékokon visszatért a jégkorongtornára. A francia csapat a B csoportba került. Első mérkőzésükön kikaptak a britektől 15–2-re, majd az amerikaiaktól egy megsemmisítő 22–0-s vereség, végül legyőzték a belgákat 7–5-re. 2 pontjukkal nem jutottak be a négyes döntőbe.
Az utolsó olimpiája az 1928-as téli volt. A franciák az A csoportba kerültek. Az első mérkőzésen megverték a magyarokat 2–0-ra, majd a briteket 3–2-re és végül kikaptak a belgáktól 3–1-re. Csak a rosszabb gólkülönbség miatt nem jutottak be a négyes döntőbe.
1923-ban ezüstérmes lett, 1924-ben viszont Európa-bajnok jégkorongban. Kétszeres francia bajnok a Chamonix HC-vel 1923-ban és 1930-ban. A milánói jégkorongcsapattal olasz bajnok lett 1925-ben.
Négy jégkorong-világbajnokságon is játszott. Az 1930-as jégkorong-világbajnokságon először legyőzték a belgákat 4–1-re, majd a negyeddöntőben kikpatak az osztrákoktól 2–1-re és a 6. helyen végeztek. Az 1931-es jégkorong-világbajnokságon csak a románokat tudták megverni és a 9. helyen végeztek. Az 1934-es jégkorong-világbajnokságon 5 mérkőzésen játszott de a helyosztóktól, ami a 7–12. helyért ment, a franciák visszaléptek, így a 11. helyen végeztek. Az 1935-ös jégkorong-világbajnokságon a 7. helyet szerezték meg.
Az 1924-es téli olimpián indult mind az 5 gyorskorcsolya számban, de érmet nem szerzett.
1928-ban szintén indult gyorskorcsolyában, ekkor 2 versenyszámban: 500 méteres és 5000 méteres számban. Érmet nem nyert.